# Semàfor (comunicació)

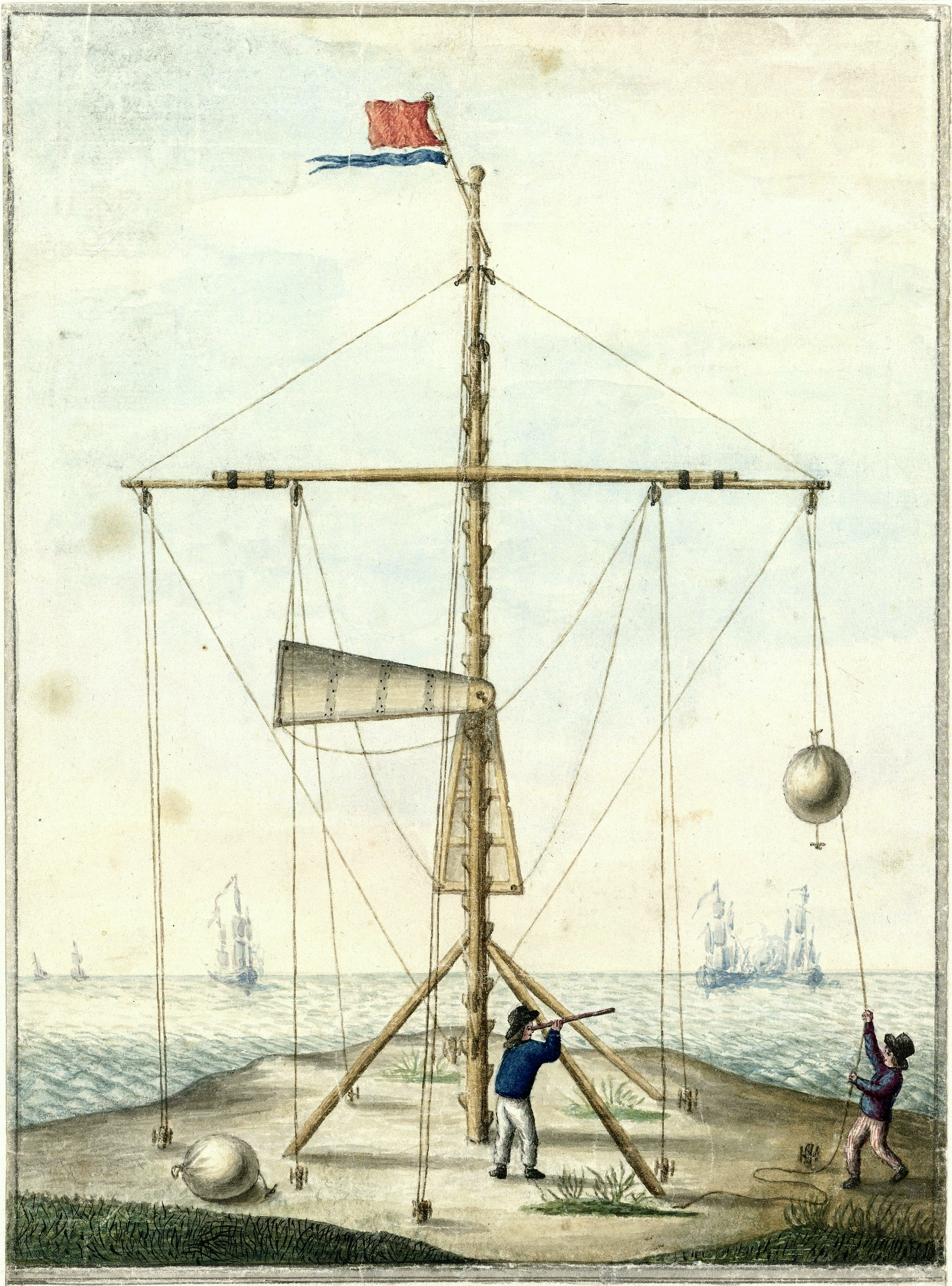
Semàfor costaner amb braços mòbils a Scheveningen, cap al 1799

Semàfor (del grec sema "signe, senyal" i phoros "portador") és un "sistema de senyalització" que permet crear un senyal visual transmès a distància. Es pot realitzar un semàfor amb dispositius que inclouen: foc, llums, banderes, llum solar i braços en moviment. Els semàfors es poden utilitzar per a la telegrafia quan es disposen en xarxes connectades visualment, o per a la senyalització de trànsit com els sistemes ferroviaris o els semàfors de les ciutats.

## Història
És ben cert que des dels inicis de la història l'ésser humà s'ha servit de mitjans òptics per transmetre missatges a gran velocitat. Ja a l'Orestíada, Èsquil narra com Agamèmnon envia notícies de la derrota de Troia al seu palau llunyà mitjançant fogueres (al final de la guerra de Troia). A finals del segle XIV, Pere el Cerimoniós usa un sistema de fumades per comunicar moviments de flotes o exèrcits enemics a les seves pròpies tropes, i Enric III de Castella envia un missatge des de Toro a Segòvia per anunciar el naixement del seu hereu. A més, són de sobres coneguts els sistemes de senyals de fum utilitzats per algunes tribus de amerindis, o el Tam-Tam de la selva africana. No obstant això, aquests sistemes de comunicació visual no es poden considerar tècnicament com a telegrafia òptica per no conformar un sistema unificat amb unes regles homogènies i regularitzades. Això va començar a ser una realitat a finals del segle xvii amb Chappe a París.

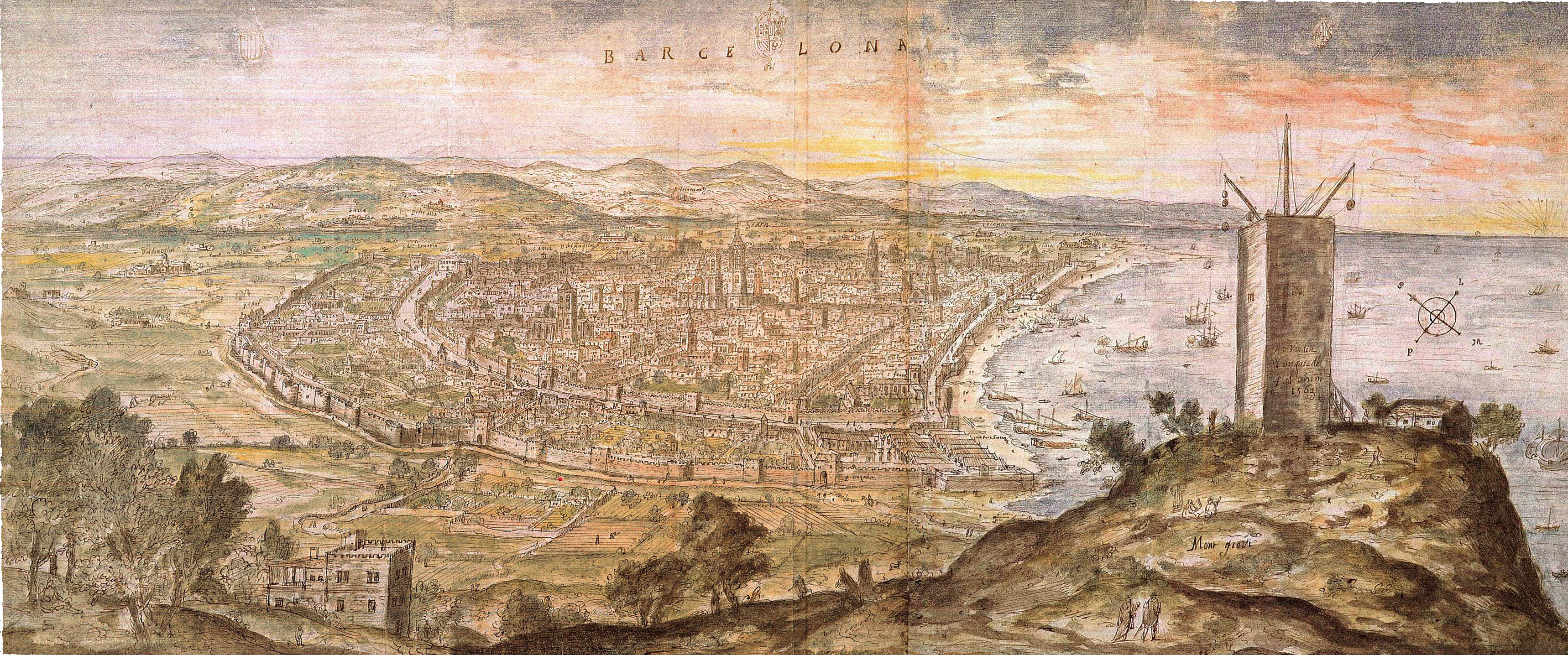
Vista de Barcelona del 1563. Amb la torre de senyals destacada.

### Torres de guaita
Les torres de guaita tingueren una gran importància en la Mediterrània. Calia vigilar per avisar del moviment dels vaixells i determinar si eren forces amigues i enemigues. Un document de 1468 relaciona una torre de vigilància amb un possible telescopi. Antoni Paluzie i Borrell va escriure (en un article publicat per Frederic Armenter al Boletín de la Sociedad astronómica de Barcelona) que: l'any 1468, «Els guaites de la badia d'Alcúdia observaren tres naus en la via de Barcelona», amb l'ajuda de vidres».
Els vidres esmentats podrien ser lents convergents: telescopis d'una sola lent.

### Torres de senyals

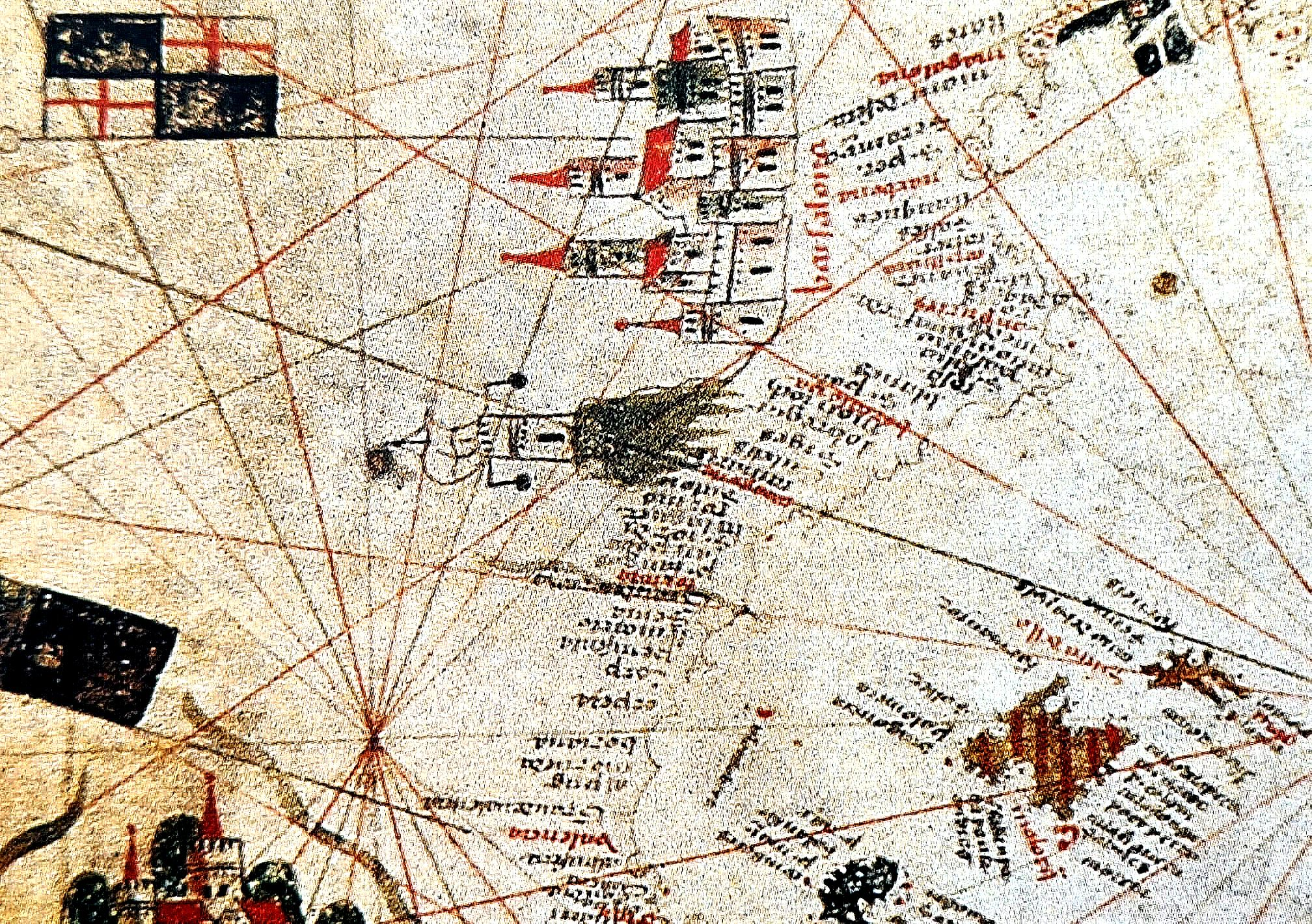
Mapa de 1449 de Gabriel Vallseca. Vegeu Barcelona i la torre de senyals de Montjuïc, semblant al de Prunes de 1563. o els Olives-1560-68

Moltes torres de guaita disposaven de codis de senyals, amb llums i fogueres, i banderes i altres signes. Els llargavistes, en permetre la identificació dels senyals a gran distància, potenciaren aquest sistema de comunicació milenari. Una de les torres de senyals més antigues (entre les documentades) fou la de Montjuic.
Les torres de senyals medievals de Gènova, Barcelona i, probablement, Venècia i Pisa foren precursores oblidades de la Telegrafia òptica. En el cas de Barcelona s'utilitzaven tres pals on eren hissades boles negres (anomenades "poms") segons un codi determinat.
Entre les referències més antigues a la torre de senyals de Barcelona hi ha la seva representació esquemàtica en una de les cartes portolanes de Gabriel de Vallseca (vegeu imatge) i un testimoni escrit pel notari genovès Antonio Gallo sobre un atac genovès a Barcelona, esdevingut el 1466.

### Codis de banderes
- Identificació individual

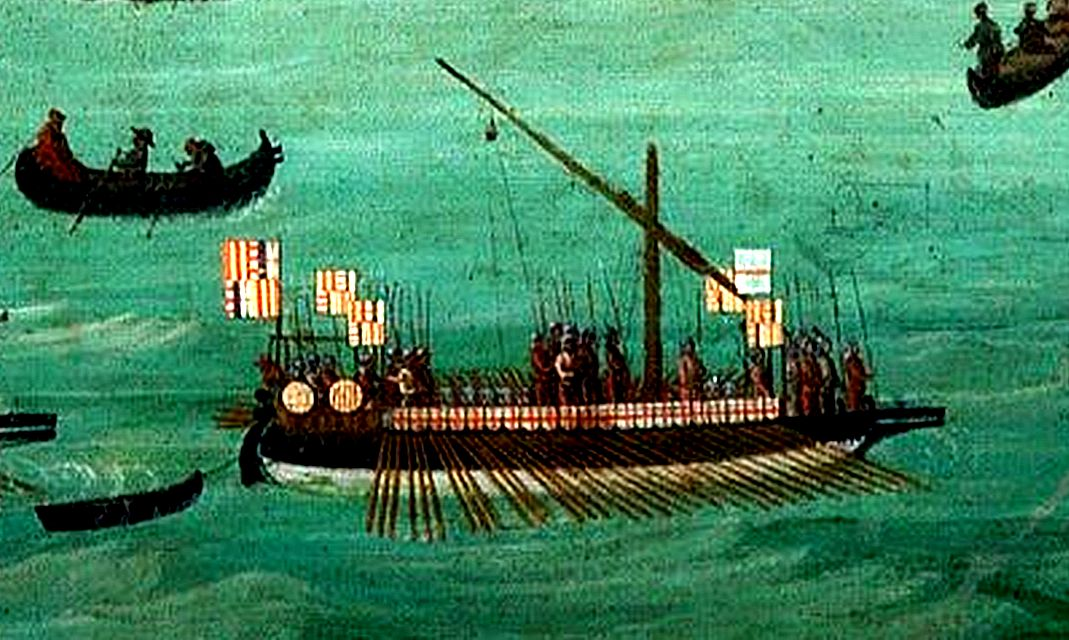
Galera catalana de l'almirall Galceran de Requesens i Joan de Soler amb les seves banderes. Vegeu que remolca la barca de panescalm de la nau.

  - Les banderes i similars (estendarts, gallarets, penons, ...) han estat emprades per a indicar el rang d’un vaixell, la nacionalitat o la dignitat de la persona que comanda. De nit les llanternes o farons feien una funció similar.[17]
- Senyals senzills
  - Navegant en conserva o en estol hi ha uns quans missatges bàsics que poden indicar-se amb banderes: agrupació de vaixells, atacar, retirada, reunió de comandants, ...[18]
- Senyals i missatges variats
  - En èpoques de combat amb artilleria entre estols de guerra les necessitats de comunicació exigiren codis de banderes més elaborats. Aquests codis, abans dels llenguatges alfabètics, foren possibles amb l’ús dels instruments de llarga-vista.[19][20]

## Foc
El Phryctoriae era un sistema de semàfors utilitzat a l'antiga Grècia per a la transmissió de missatges específics ja preestablerts. Les torres es van construir en cims de muntanyes seleccionades, de manera que una torre, la phryctoria, era visible des de la següent torre, normalment a vint milles de distància. Les torxes s'encenien a una torre, després a la següent torre i així successivament.
El sistema de balises romà d'Orient va ser un sistema de semàfors desenvolupat al {segle ix durant les guerres arabo-romanes. L'Imperi Romà d'Orient va utilitzar un sistema d'alimares per transmetre missatges des de la frontera amb el califat abbàssida a través d'Àsia Menor fins a la capital bizantina, Constantinoble. La línia principal de balises s'estenia per uns 720 km (450 mi) amb estacions situades des del 97 km (60 mi) fins a 56 km (35 mi). Es podia enviar un missatge al llarg de la línia en aproximadament una hora, i axí es va fer una foguera a la primera balisa i es va transmetre per tota la línia de torres fins a Constantinoble.
El Far d'Alexandria era una torre alta de 100 metres (330 ft) d'alçada total amb un foc a la part superior per proporcionar una balisa de navegació per als vaixells en l'antiguitat. El far va ser construït al segle ii aC i es considera una de les Set Meravelles del Món Antic, que va romandre una de les estructures artificials més altes del món durant diversos segles. La Torre d'Hèrcules a la Corunya, Espanya, va ser un far romà del segle ii que utilitzava un gran foc com a far d'advertència per als vaixells que passaven.

Un senyal de fum és una de les formes més antigues de semàfor per a la comunicació a llarga distància. El fum s'utilitza per transmetre notícies, senyalitzar un perill o reunir persones a una zona determinada.

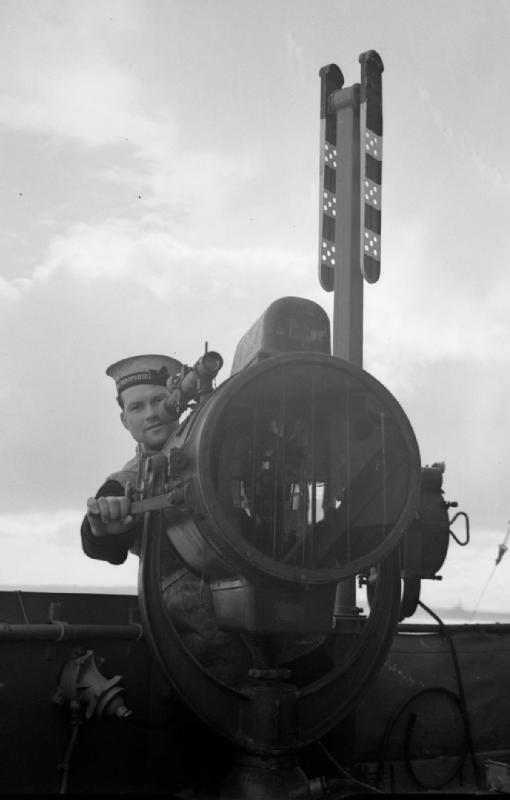
Mariner amb llum de senyalització

## Llums
Un llum de senyal és un sistema de semàfor que utilitza un dispositiu de senyalització visual, sovint utilitzant codi Morse. Al segle xix, la Royal Navy va començar a utilitzar llums de senyalització. El 1867, llavors capità, després vicealmirall, Philip Howard Colomb per primera vegada va començar a utilitzar punts i guions d'un llum de senyal.
El far modern és un semàfor que utilitza una torre, un edifici o un altre tipus d'estructura dissenyada per emetre llum d'un sistema de llums i lents i servir com a ajuda a la navegació per als pilots marítims al mar o a les vies navegables. Els fars marquen costes perilloses, bancs perillosos, esculls, roques i entrades segures als ports; també ajuden a la navegació aèria. Originalment il·luminat per focs oberts i espelmes posteriors, el llum de metxa buida i el reflector parabòlic d'Argand es van introduir a finals del segle xviii. La font de llum s'anomena "llum" i la llum es concentra, per la "lent" o "òptica". L'oli de balena també s'utilitzava amb metxes com a font de llum. El querosè es va fer popular a la dècada de 1870 i l'electricitat i el carbur (gas acetilè) van començar a substituir el querosè al tombant del segle xx. Carbide va ser promogut per la llum Dalén que encenia automàticament el llum a la nit i l'apagava a l'alba. L'arribada de l'electrificació i els canviadors automàtics de llums van començar a deixar obsolets els faroners. Les millores en la navegació marítima i la seguretat amb sistemes de navegació per satèl·lit com el Sistema de posicionament global (GPS) han portat a l'eliminació progressiva dels fars no automatitzats a tot el món.

## Banderes

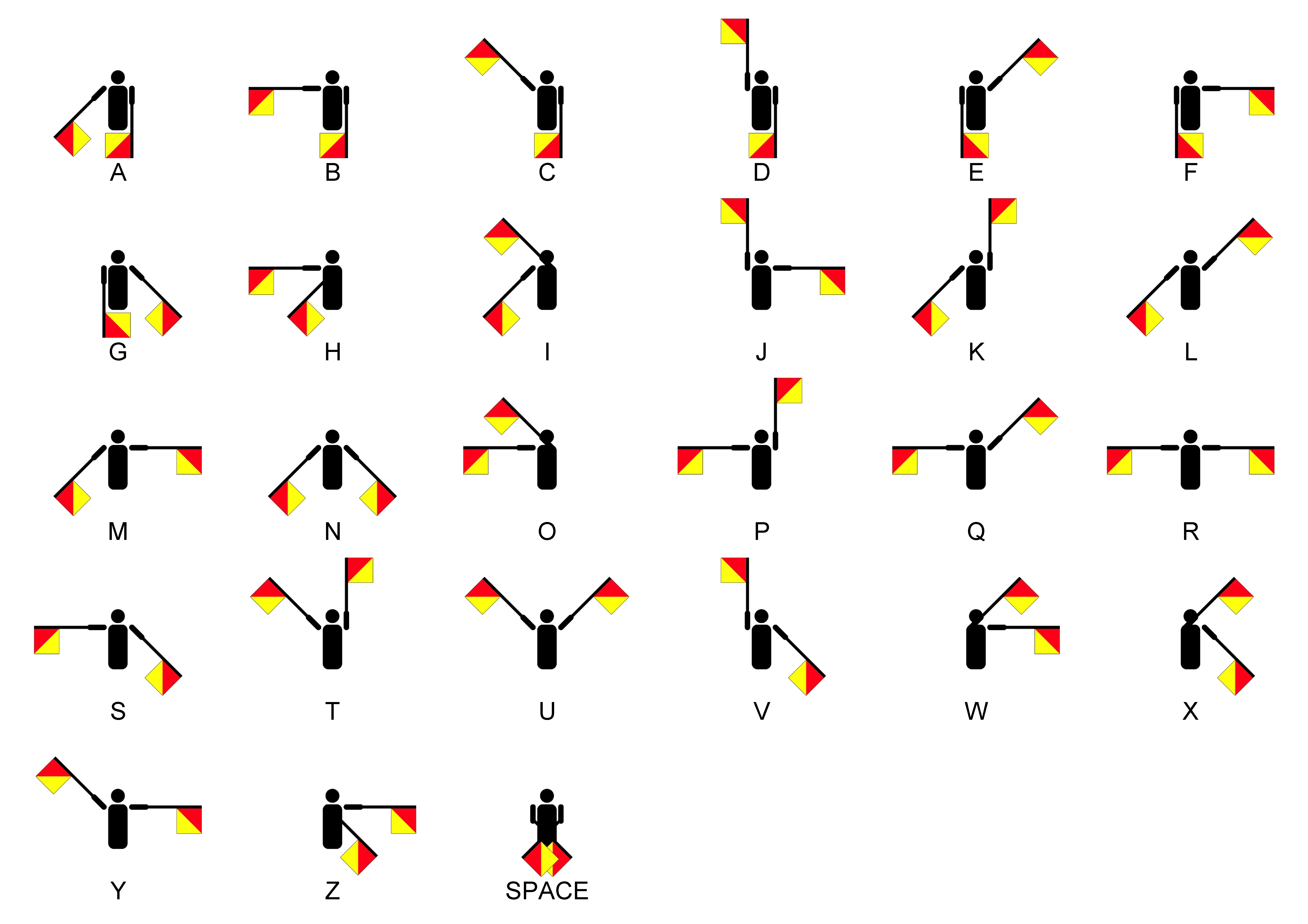
Alfabet amb banderes

Un semàfor de banderes és un sistema de telegrafia que transmet informació a distància mitjançant senyals visuals amb banderes de mà, varetes, discs, pales o, ocasionalment, amb les mans nues o enguantades. La informació es codifica amb la posició de les banderes.
Encara s'utilitza en certes ocasions al mar i és acceptable per a comunicacions d'emergència a la llum del dia o amb varetes il·luminades en lloc de banderes, durant la nit.

## La llum del sol

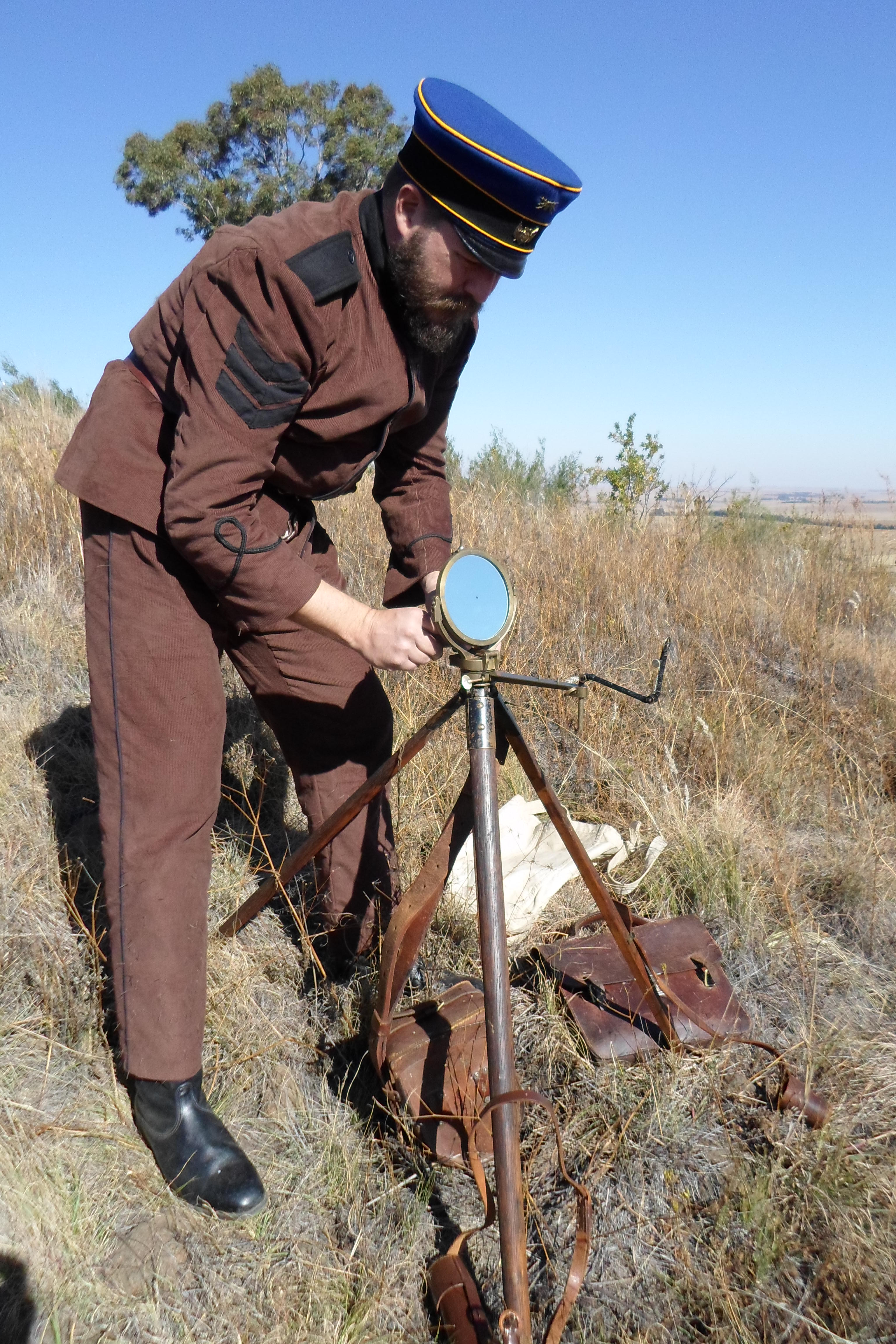
Heliografia

Un heliògraf és un semàfor que senyalitza amb flaixos de llum solar mitjançant un mirall, sovint en codi Morse. Els flaixos es produeixen girant momentàniament el mirall o interrompent la llum solar amb un obturador. L'heliògraf va ser un instrument senzill però eficaç per a la comunicació òptica instantània a llargues distàncies a finals del segle xix i principis del XX. Els usos principals eren per a treballs militars, de topografia i de protecció forestal. Els heliografies van ser emeses habituals als exèrcits britànic i australià fins a la dècada de 1960 i van ser utilitzats per l'exèrcit pakistanès fins al 1975.

## Braços en moviment

### Telègraf òptic

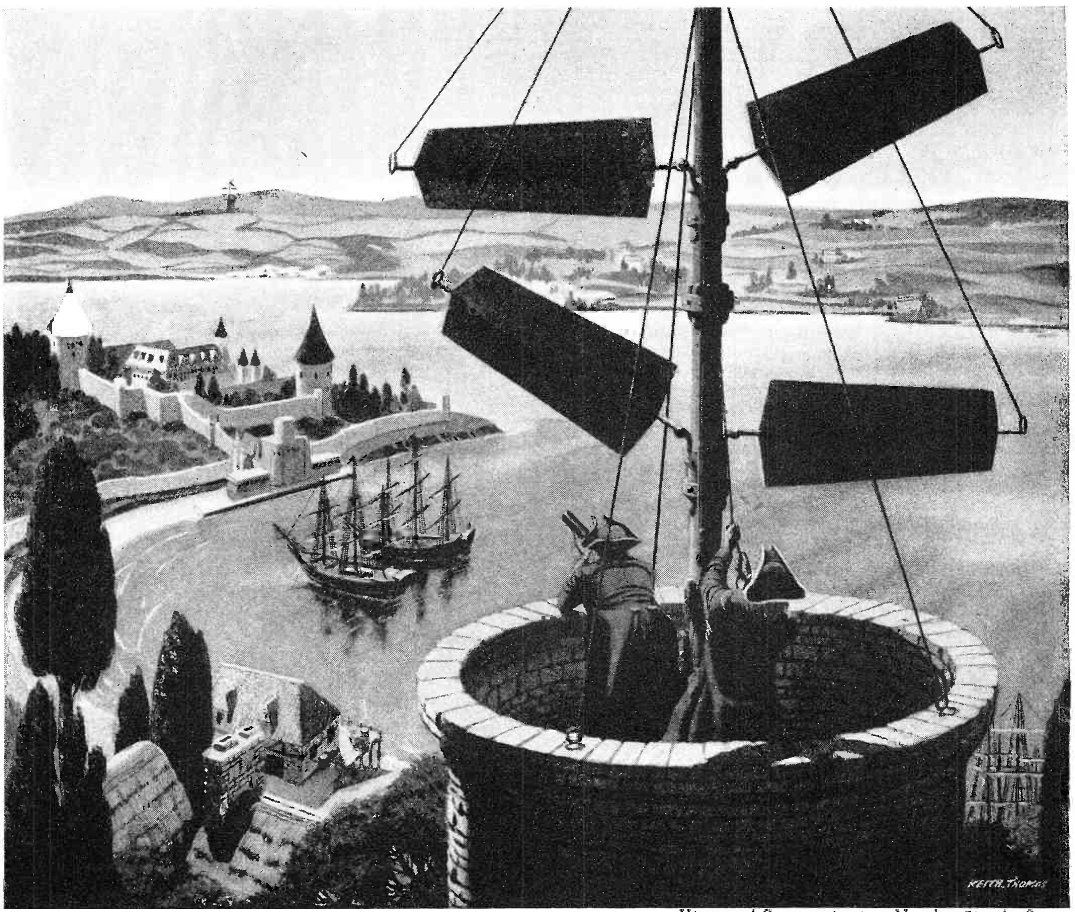
Línia de semàfors napoleònics

El 1792 Claude Chappe, un clergue de França, va inventar un telègraf semàfor terrestre, que utilitza braços indicadors pivotants i transmet informació segons la direcció que apunten els indicadors i va ser popular a finals del segle xviii i principis del XIX. Les torres de relleus es van construir amb una línia de visió a cada torre a separacions de 5–20 milles (8–32 km). A la part superior de cada torre hi havia un aparell, que utilitza braços indicadors pivotants i transmet informació segons la direcció que apunten els indicadors. Un observador de cada torre mirava la torre veïna a través d'un telescopi i quan els braços del semàfor començaven a moure's escrivint un missatge, passarien el missatge a la torre següent. Aquesta primera forma de sistema de telègraf era molt més eficaç i eficient que els corredors de correu per transmetre un missatge a llargues distàncies. La línia de visió entre les estacions de relleu estava limitada per la geografia i el temps. A més, la comunicació visual no podria travessar grans masses d'aigua.
Un exemple va tenir lloc durant l'època napoleònica, durant la qual es van construir estacions per enviar i rebre missatges utilitzant l'anomenat semàfor napoleònic. Aquesta forma de comunicació visual era tan efectiva que els missatges que normalment trigaven dies en ser transmesos, es podien enviar en poques hores.

## Senyal ferroviari

Braços pivotants del ferrocarril

El senyal del semàfor ferroviari és una de les primeres formes de senyals ferroviaris fixos. Aquests senyals mostren les seves diferents indicacions als conductors del tren canviant l'angle d'inclinació d'un "braç" pivotat. Un sol braç que pivota està unit a un pal vertical i pot prendre una de les tres posicions. La posició horitzontal indica aturar-se, la vertical significa tot clar i la inclinada indica seguir endavant sota control, però espera aturar-se. Els dissenys han canviat al llarg dels anys i els senyals de llum de color han substituït els senyals dels semàfors a la majoria de països.

## Hidràulic
El terme telègraf hidràulic es refereix a dos sistemes de semàfors diferents que impliquen un telègraf hidràulic. El més antic es va desenvolupar a la Grècia del segle iv aC, mentre que l'altre es va desenvolupar a la Gran Bretanya del segle xix. El sistema grec es va desplegar en combinació amb focs semafòrics, mentre que el darrer sistema britànic funcionava exclusivament per pressió de fluid hidràulic.

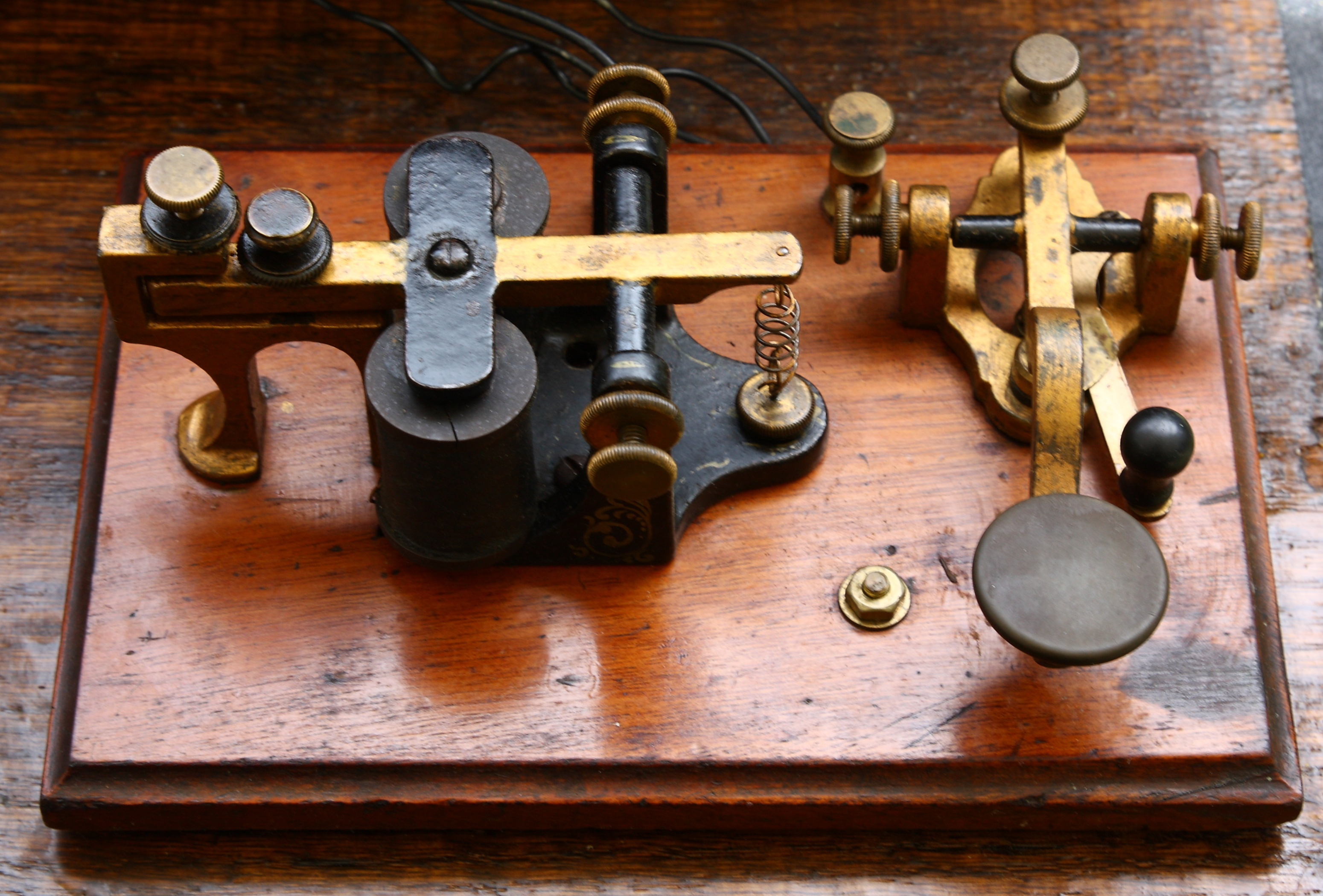
Telègraf elèctric

A principis del 1800, es va inventar el telègraf elèctric que permetia enviar missatges, caràcter a caràcter, a través d'un cable. El 1835, l'inventor nord-americà Samuel Morse va crear un sistema de llenguatge de punts i guions que representava tant lletres com números, anomenat codi Morse. El 1837, els inventors britànics William Fothergill Cooke i Charles Wheatstone van obtenir una patent per al primer telègraf comercialment viable. A la dècada de 1840, amb la combinació del telègraf i el codi Morse, es va substituir el sistema de semàfors. El telègraf es va continuar utilitzant comercialment durant més de 100 anys i encara és utilitzat pels entusiastes de la radioafició. Les telecomunicacions van evolucionar substituint el telègraf elèctric amb l'arribada de la telegrafia sense fil, la teletip, el telèfon, la ràdio, la televisió, la telecomunicació per satèl·lit, el telèfon mòbil, Internet i la banda ampla.